# 万庾镇
万庾镇，中华人民共和国湖南省岳阳市华容县下属的一个镇，位于华容县西北部，华容河西岸。203省道华（容）石（首）公路贯境县境。

## 建制沿革
- 1956年，设万庾乡；
- 1958年，属护城公社；
- 1961年，设万庾公社；
- 1984年，改称万庾镇。

## 行政区划
万庾镇下辖3个居委会与26个行政村：
- 万庾居委会、北街居委会、新街居委会
- 田铺村、黄山村、富强村、字藏村、五谷庙村、塌西湖村、杨家村、双燕村、苍台村、月形村、三合场村、新民村、永丰村、吴家桥村、官洲村、涛湖村、孟尝村、鲁家村、槐树村、鼎山村、唐家村、指路岭村、新生村、五田村、兔湖村、重杨村
- 林场、塌西湖渔场、虾扒湖渔场、二郎湖渔场